# حسن الدمستاني
هو الشيخ الحسن بن محمد بن علي بن خلف بن إبراهيم بن ضيف الدمستاني البحراني من عبد القيس.، فقيه ومتكلم وأديب وشاعر شيعي بحراني مشهور.

## نشأته وحياته
قرية الاصل (عالي حويص) وهي من قرى البحرين وفيها قبر أبيه الشيخ محمد وبلدة استيطانه هي قرية (دمستان) وهي قرية من قرى البحرين وإليها نسبته. ولا يوجد مصادر تؤرخ مولد ولا سنة ولادته ولا مدة عمره من السنين.

### دراسته
لايوجد مصادر تؤرخ دراسة الدمستاني، وإنما جمعت المعلومات من بعض الروايات المرويه عنه أو مارواه هو وكُتب في دراسه بحثيه عن حياته في صفحة التاريخ البحريني على موقع (فيس بوك) إن دراسته لا تختلف في نمطها عن نمط الدراسة المعاصرة له، وهي الدراسة الدينية التقليدية المعروفة والتي لا تزال تسير على مناهجها وأساليبها الدراسات الدينية المعاصرة في أمثال: النجف وقم والمدينة المنورة.

### هجرته إلى القطيف
كانت البحرين إلى ما قبل الاحتلال البريطاني كثيراً ما تغزى من قبل الخوارج وكانت تلكم الغزوات سبب لهجرة الكثير من العلماء إلى العراق وإيران والقطيف، والواقعة التي كانت عامل هجرته إلى القطيف هي حادثة غزوالخوارج واستيلاءهم على البحرين عام 1131هـ وقد كانت سبب هجرة سبب جملة من أعيان البحرين إلى القطيف، وسبب اختيار الدمستاني القطيف مهجراً له إنما هو لما بين أهل البحرين وأهل القطيف من روابط النسب والروابط العقائدية والمذهبية، ولما بين البحرين والقطيف من قرب المسافة.

### معيشته
كان الدمستاني يعتمد في معيشته على ارضٍ يملكها فيها بعض الزرع وبعض النخيل حيث كان يعمل فيها بنفسه، وتبين ذلك من قصة في أنوار البدرين أحد مصادر ترجمته خلاصتها: أن وفداً من علماء (أصفهان) قدم البحرين لاستفتاء علمائها حول مسائل فقهية محددة، وقد أرشدوا إلى الشيخ حسن الدمستاني فقصدوا (دمستان) دار سكناه، فوجدوه بزي الفلاح الفقير منهمكاً في السقي، فأنكروه وأهانوا من أرشدهم إليه ظناً منهم أنه يهزأ بهم، وحينما تأكد لهم أنه الشيخ الدمستاني اعتذروا ومضوا في طرح مسائلهم عليه.

### شهرته[5]
اشتهر الدمستاني عند عوام الناس في البحرين – بل العلماء- بشعره المميز في الرثاء الحسيني، وأكثر أهل البحرين – حتى أطفالهم- يحفظون مقاطع من قصيدته المشهورة (أحرم الحجاج..) والمسماة عند أهل الأدب بـ (المربعة الدمستانية) وهي ملحمة أو شبه ملحمة تحكي ثورة الحسين من بداية نهضته في المدينة إلى استشهاده وسبي الهاشميات إلى الكوفة والشام.

### مكانته العلمية
كثير من أبناء البحرين ومنطقة الخليج يتصورون  الدمستاني ذلك الشاعر العملاق الذي تهز قوافيه الأفئدة، وتثير الأسى والشجن في قلوب محبي آل البيت إلا أن العلماء يعرفون الدمستاني أيضاً العلامة المحقق الذي قلما يوجد مثله في العلم والتقوى. على حد صاحب الأنوار. وأن له فتاوى اشتهرت عنه، وله آراء فقهية مميزة.
وكان الدمستاني فقيهاً مجتهداً، يلتزم منهج الإخباريين في طريق فتواه، وفي علم الرجال يقول الأمين العاملي(كان – يعني الدمستاني- رجالياً ماهراً في علمي الحديث والرجال، وربما أفاد العاملي هذا – وكذلك مؤرخو الدمستاني الآخرون- من كتاب الدمستاني في علم الرجال، المعنون بـ (انتخاب الجيد من تنبيهات السيد) وهو ملخص كتاب (تنبيهات الأديب في رجال التهذيب) – أي تهذيب الأحكام للشيخ الطوسي- تأليف العلامة السيد هاشم التوبلاني البحراني، فقد كان – كما يظهر من تعريفهم له – كتاباً قيماً من ناحية علمية.

## أقوال العلماء فيه
قال الشيخ علي بن الحسن البلادي البحراني (ت 1340هـ) في أنوار البدرين :
(العالم الرباني والفاضل الصمداني الكامل العلامة المحقق الفهامة التقي النقي الأديب المصقع الشيخ حسن ابن الشيخ محمد بن خلف بن ضيف الدمستاني البحراني (نسبه إلى دمستان بالدال المهملة المكسورة أولا ثم الميم المفتوحة ثم السين الساكنة ثم التاء بعدها الألف والنون أخيرا قرية من قرى البحرين) وكان هذا الشيخ من العلماء الأعيان ذوي الإتقان والإيمان وخاص أهل الولاء والإيمان زاهدا عابدا تقيا ورعا شاعرا بليغا إن نظم أتى بالعجب العجاب وإن نثر أتى بما يسحر عقول أولي الألباب قلما يوجد مثله في هذه الأعصار في العلم والتقوى والبلاغة والإخلاص في محبة الآل الأطهار سلام الله عليهم آناء الليل وأطراف النهار، ومن وقف على مصنفاته وأشعاره وظاهر كلامه وأسراره وفهم مراده عرف حقيقة مقداره وعلو مجده وفخاره.

له مصنفات كثيرة لم أقف منها إلا على كتاب (الانتخاب الجيد لتنبيهات السيد) في علم الرجال قد لخص فيه كتاب التنبيهات الذي هو للعلامة السيد هاشم التوبلي البحراني (ره) على تهذيب الأحكام كما تقدم الكلام عليه فيه فوائد جليلة وتنبيهات جميلة في علم الرجال لم توجد في غيره، وله رسالة في الجهر والإخفات ولا سيما في الأخيرتين مفيدة جيدة، وله رسالة في الأصول في غاية البلاغة والأحكام، وله منظومة جليلة في الأصول الخمسة في غاية البلاغة والبراعة، وله كتاب أوراد الأبرار في مأتم الكرار وهو المشهور في طرفنا بالأسفار يقرأ في الثلاث الليال من تسعة عشر إلى ليلة إحدى وعشرين غير تام بعد كل سفر منه قصيدة عجيبة من شعره () وأكثر أشعاره له () وهو كتاب جيد عديم النظير بل هو كتاب استدلال وقد أكمله الفاضل الشيخ محمد آل عصفور والد الشيخ حسين المشهور، وله مراثي جليلة مشهورة تقرأ في المجالس الحسينية ومن أشهرها القصيدة المشهورة المربعة المشتملة على نظم المقتل

التي أولها :
أحرم الحجاج عن لذاتهم بعض الشهور... وأنا المحرم عن لذاته كل الدهور
إلى آخرها. وكذلك القصيدة اللامية التي مطلعها:
من يلهه المرديان عن المال والأمل... لم يدر ما المنجيان العلم والعمل
إلى آخرها في غاية البلاغة ونهاية المواعظ البالغة مع حسن التلخيص، وغير ذلك من أشعاره الفائقة وأقواله الرائعة التي اشتمل عليها كتابه الأسفار.....وبالجملة هذا الشيخ من أعاظم العلماء الأتقياء وخلص الأولياء توفي في بلدة القطيف يوم الأربعاء يوم الثالث والعشرين من شهر ربيع سنة 1281 هج إحدى وثمانين ومائتين بعد الألف من الهجرة صلى الله على مهاجرها وآله ودفن في المقبرة المعروفة الحباكة والظاهر أن سبب مجيئه إليها من إحدى الحوادث والوقائع الواقعة على البحرين التي لا تخلو منها في أغلب السنين وهو يروي عن الفاضل المتكلم الأمجد الشيخ عبد الله ابن الشيخ علي بن أحمد البلادي أحد مشائخ (صاحب الحدائق) كما تقدم الكلام عليه مفصلا ويروي عنه ولده العالم الفاضل الكامل الأمجد (الشيخ أحمد) قراءة وإجازة كما ذكره الفاضل الشيخ عبد المحسن اللويمي الأحسائي وعن صاحب الحدائق كما ذكره في روضات الجنات...).
وقال الشيخ محمد بن طاهر السماوي في كتاب الطليعة إلى شعراء الشيعة :
(الحسن بن محمد بن علي بن خلف بن إبراهيم بن ضيف الله الدمستاني البحراني، كان فاضلا مصنفا وأديبا شاعرا، ذكره صاحب أنوار البدرين وأثنى على فضله ونسكه، وروى أن حاكما من حكام أصفهان أرسل له مسائل بيد رسول إلى البحرين فدل عليه، فلم يكد يصدق الدليل إذ وقف عليه وهو يعمل بيديه لإعاشته، خشن اللباس، ورأى ما عليه علماء إيران، فظن أن الدليل استخف به حتى ناداه وأخذ منه المسائل وأجاب عنها على تلك الحالة، فبقي مبهوتا).
وقال السيد محسن الأمين العاملي في أعيان الشيعة :
(كان عالماً فاضلاً، فقيهاً، محدثاً، رجالياً، محققاً مدققاً، ماهراً في علمي الحديث والرجال، أديباً شاعراً).

## شيوخه واساتذته
1. الشيخ عبد الله بن علي بن أحمد البلادي البحراني.
2. الشيخ أحمد بن إبراهيم المقابي البحراني، درس عليه العلوم الأدبية والعقلية.[9]

## تلاميذه والراوون عنه
1. الشيخ عبد الحسين بن أحمد الأصبعي البحراني.
2. الشيخ علي نقي بن محمد الزير آبادي.[10]

## شعره
فمن روائع شعره قصيدته اللامية في الموعظة وصفات المتقين، والتي مطلعها :
من يلهه المرديان المال والأمل... لم يدر ما المنجيان العلم والعمل
خذ رشد نفسك من مرآة عقلك لا... بالوهم من قبل أن يغتالك الأجل
فالعقل معتصم والوهم متهم... والعمر منصرم والدهر مرتحل
من لي بصقيل ألباب قد التصقت... بها الرذائل والتاطت بها العلل
مطى الأنام هي الأيام تحملهم... إلى الحمام وإن حلوا أو ارتحلوا
لم يولد المرء إلا فوق غاربها... يحدو به للمنايا سائق عجل
يا منفق العمر في عصيان خالقه... أفق فإنك من خمر الهوى ثمل
تعصيه لا أنت في عصيانه وجل... من العقاب ولا من منه خجل
أنفاس نفسك أثمان الجنان فهل... تشري بها لهبا في الحشر يشتعل
تشح بالمال حرصا وهو منتقل... وأنت عنه برغم منك منتقل
ما عذر من بلغ العشرين إن هجعت... عيناه أو عاقه عن طاعة كسل
إن كنت منتهجا منهاج رب حجى... فقم بجنح دجى لله تبتهل
ألا ترى أولياء الله قد هجرت... طيب الكرى في الدياجي منهم المقل
يدعون ربهم في فك عنقهم... من رق ذنبهم والدمع منهمل
نحف الجسوم فلا يدري إذا ركعوا... قسي نبل هم أم ركع بتل
خمص البطون طوى ذبل الشفاه ظمى... عمش العيون بكى ما غبها الحكل
يقال مرضى وما بالقوم من مرض... أو خولطوا خبلا حاشاهم الخبل
تعادل الخوف فيهم والرجاء فلم... يفرط بهم طمع يوما ولا وجل
وأشهر ما عرف به الشيخ الدمستاني ملحمته الحسينية «أحرم الحجاج» التي تقراء في جميع نواحي العالم الشيعي العربي من البحرين إلى الاحساء والقطيف مرورا بالكويت والعراق والاهواز وعمان وسوريا

ولبنان وقلما وجد خطيباً عربياً لا يحفظ منها شيئا وهناك من يحفظها ولا يعلم لمن هي. ومنها:

أحرم الحجاج عن لذاتهم بعض الشهور... وأنا المحرم عن لذاته كل الدهور
كيف لا احرم دأباً ناحراً هدي السرور... وأنا في مشعر الحزن على رزء الحسين
حق للشارب من زمزم حب المصطفى... أن يرى حق بنيه حرماً معتكفا
ويواسيهم والا حاد عن باب الصفا... وهو من أكبر حوبٍ عند رب الحرمين
فمن الواجب عيناً لبس سربال الأسى... واتخاذ النوح ورداً كل صبح ومسا
واشتعال القلب أحزانا تذيب الأنفسا... وقليل تتلف الأرواح في رزء الحسين
لست انساه طريداً عن جوار المصطفى... لائذاً بالقبة النوراء يشكوا اسفا
قائلاً ياجد رسم الصبر من قلبي عفى... ببلاء انقض الظهر وأوهى المنكبين
صبت الدنيا علينا حاصباً من شرها... لم نذق فيها هنيئاً بلغةً من بُرها
ها أنا مطرود رجس هائم في بَرها... تاركاً بالرغم مني دار سكنى الوالدين
ضمني عندك يا جداه في هذا الضريح... علني ياجد من بلوى زماني استريح
ضاق بي ياجد من فرط الاسى كل فسيح... فعسى طود الاسى يندك بين الدكتين
جد صفو العيش من بعدك بالاكدار شيب... وأشاب الهم رأسي قبل اُبان المشيب
فعلا من داخل القبر بكاء ونحيب... ونداء بافتجاع يا حبيبي ياحسين
ومنه أيضاً :
غطى الشباب على عقلي فأضحكني... وأسفر الشيب عن جهلي فأبكاني
إذا تأملت ما أسلفت خامرني... حزن يذوب به قلبي وجثماني
ومنه :
براحته شبح نير... رشيق أنيق رقيق القوام
فقلنا هو الجام من غير راح... أوالراح صوَّر في شكل جام
فقال مساكين أهل الكلام... أبوا لقواعده الانثلام
أبيتمُ لذي القسمة الاتحاد... وللجوهر الواحد الانقسام

## آثاره ومؤلفاته
1. انتخاب الجيد من تنبيهات السيد. وهو تلخيص وتهذيب لكتاب (تنبيه الأريب) للسيد هاشم البحراني.
2. تحفة الباحثين في أصول الدين. وهي منظومة في أصول الدين، نظمها لولده الشيخ أحمد.
3. منظومة في نفي الجبر والتفويض.
4. أرجوزة في إثبات الإمامة والوصية.
5. أرجوزة التوحيد. تزيد على المائة بيت.
6. رسالة في استحباب الجهر بالتسبيح في الأخيرتين. وقد تسمى برسالة الجهر والإخفات.
7. الرسالة الصحارية في علم الكلام.
8. رسالة عدم انفعال الماء القليل بالملاقات.
9. أوراد الأبرار في مآتم الكرار. مقسم على خمسة أوراد وفي كل ورد ثلاثة أسفار.
10. ديوان شعره. كبير، جمعه ولده الشيخ أحمد بعد وفاته.[12]

## وفاته ومدفنه
يقول الشيخ آغا بزرك : «ذكر السيد محمد صادق بحر العلوم في الشذور الذهبية» : إنه توفي الشيخ حسن الدمستاني في 1181 هـ ودفن بالحباكة (الخباقة حالياً) من القطيف وقبره معروف حتى يومنا هذا ويقع بجوار مسجد العابدات (داخل المقبرة) ويزوره أهل القطيف.